# Federico Coullaut-Valera
Federico Coullaut-Valera Mendigutia (Madrid; 25 de abril de 1912 - La Granja de San Ildefonso, Real Sitio de San Ildefonso; 13 de octubre de 1989), escultor e imaginero español.

## Biografía
Federico Coullaut-Valera Mendigutia nació en Madrid el 25 de abril de 1912. Su padre, Lorenzo Coullaut Valera, fue un reputado escultor, y también el maestro de Federico. Era sobrino nieto del escritor Juan Valera. Continuó la obra iniciada por su padre en la plaza de España y terminó el monumento en esta plaza entre 1956 y 1957.
Falleció en la Granja de San Ildefonso, Segovia en 1989.

## Obra
Monumentos, retratos y numerosos grupos para la Semana Santa jalonan la obra de este artista.

### Obra pública

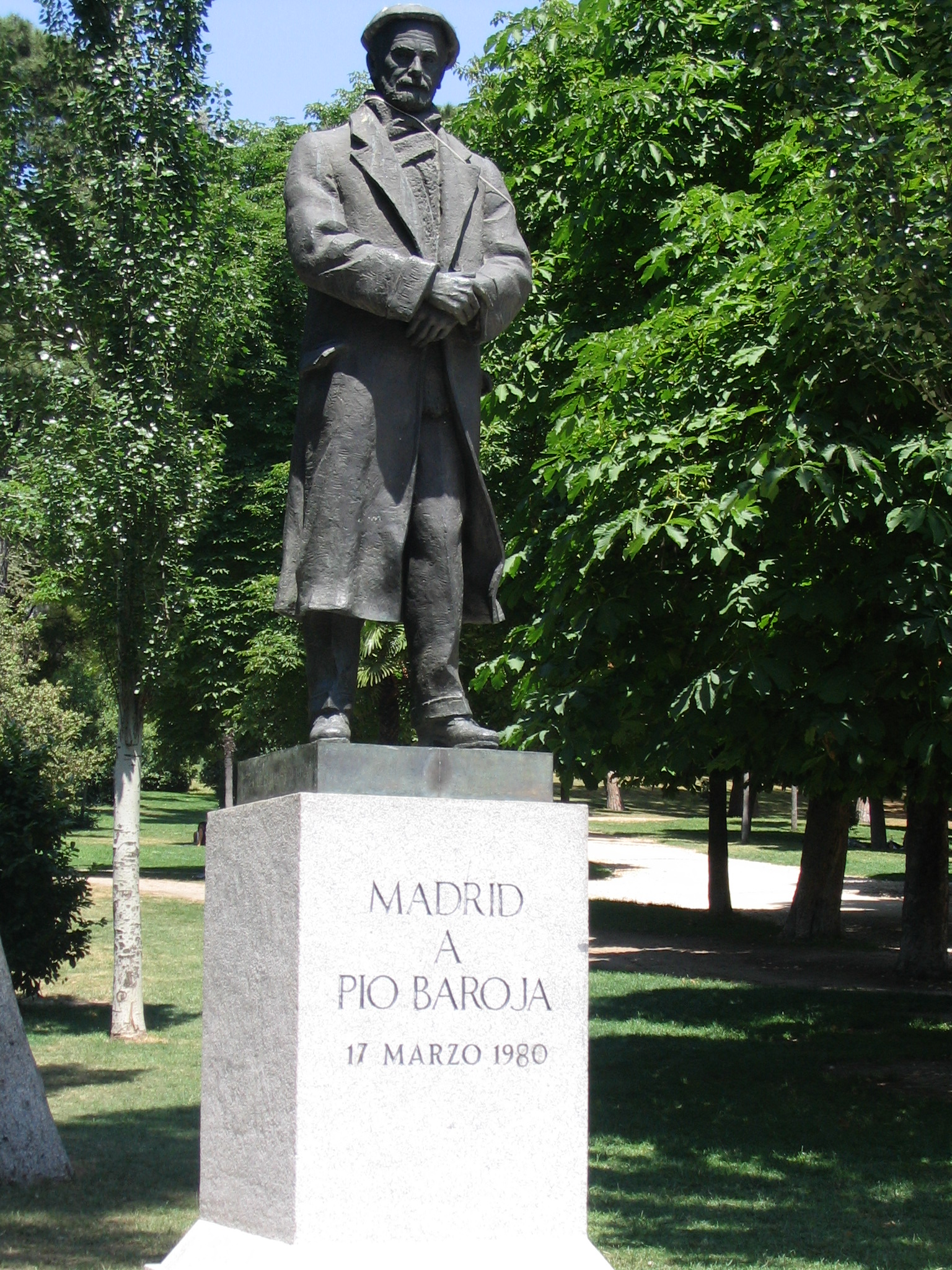
Monumento a Pío Baroja en Madrid.

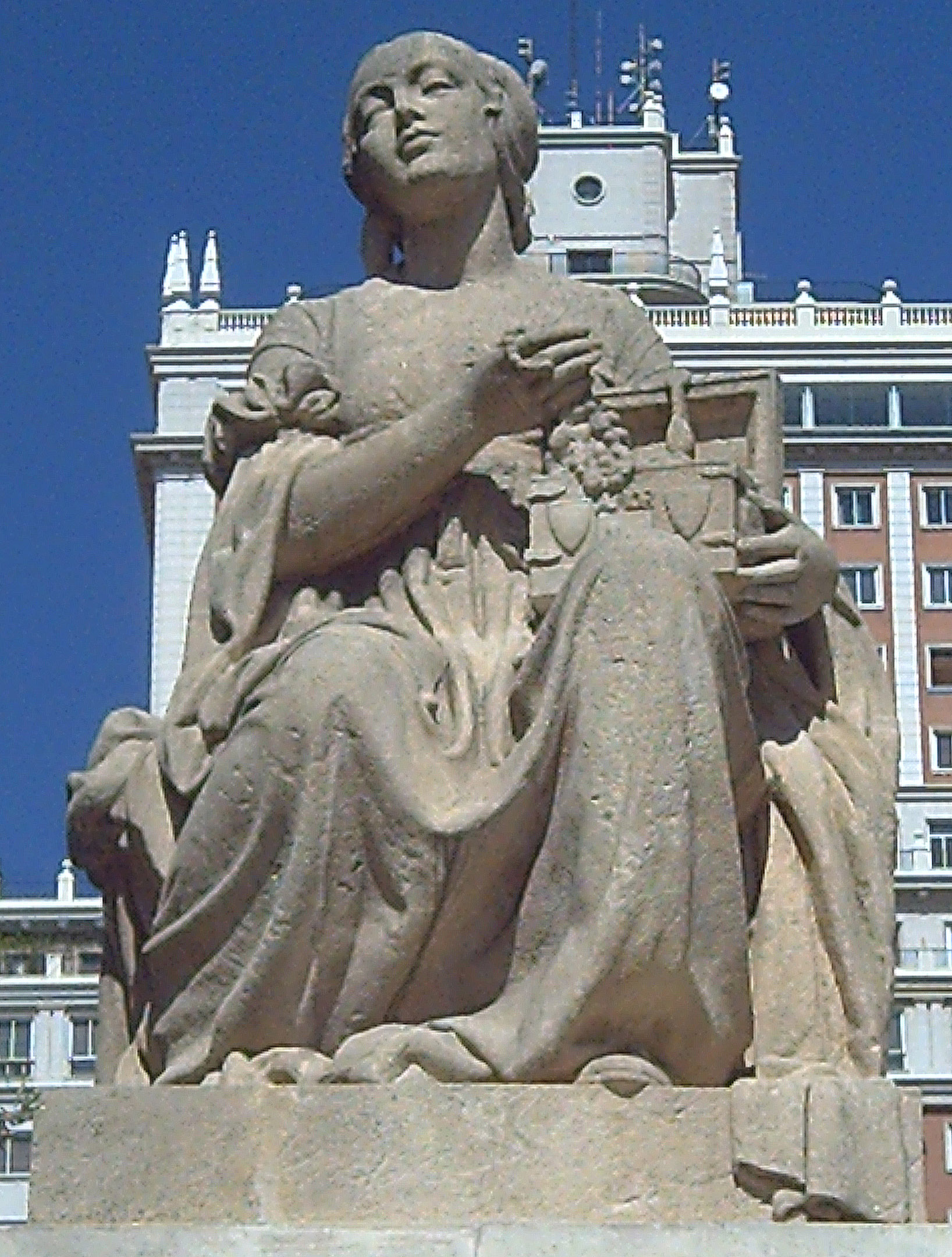
Dulcinea (1957) en el Monumento a Cervantes, escultura de Coullaut-Valera en la plaza de España de Madrid.

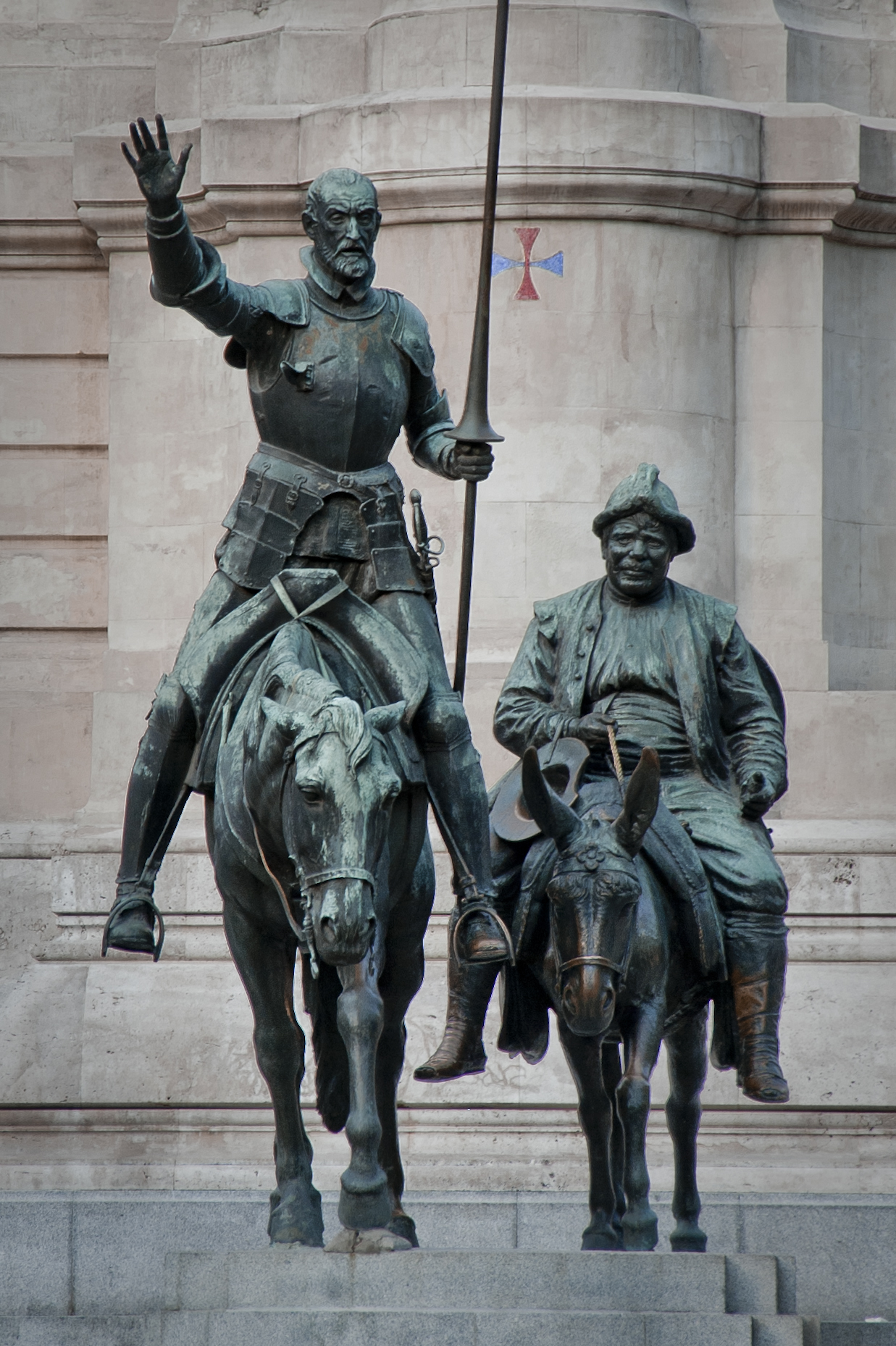
Don Quijote y Sancho Panza en el monumento a Cervantes en Madrid.

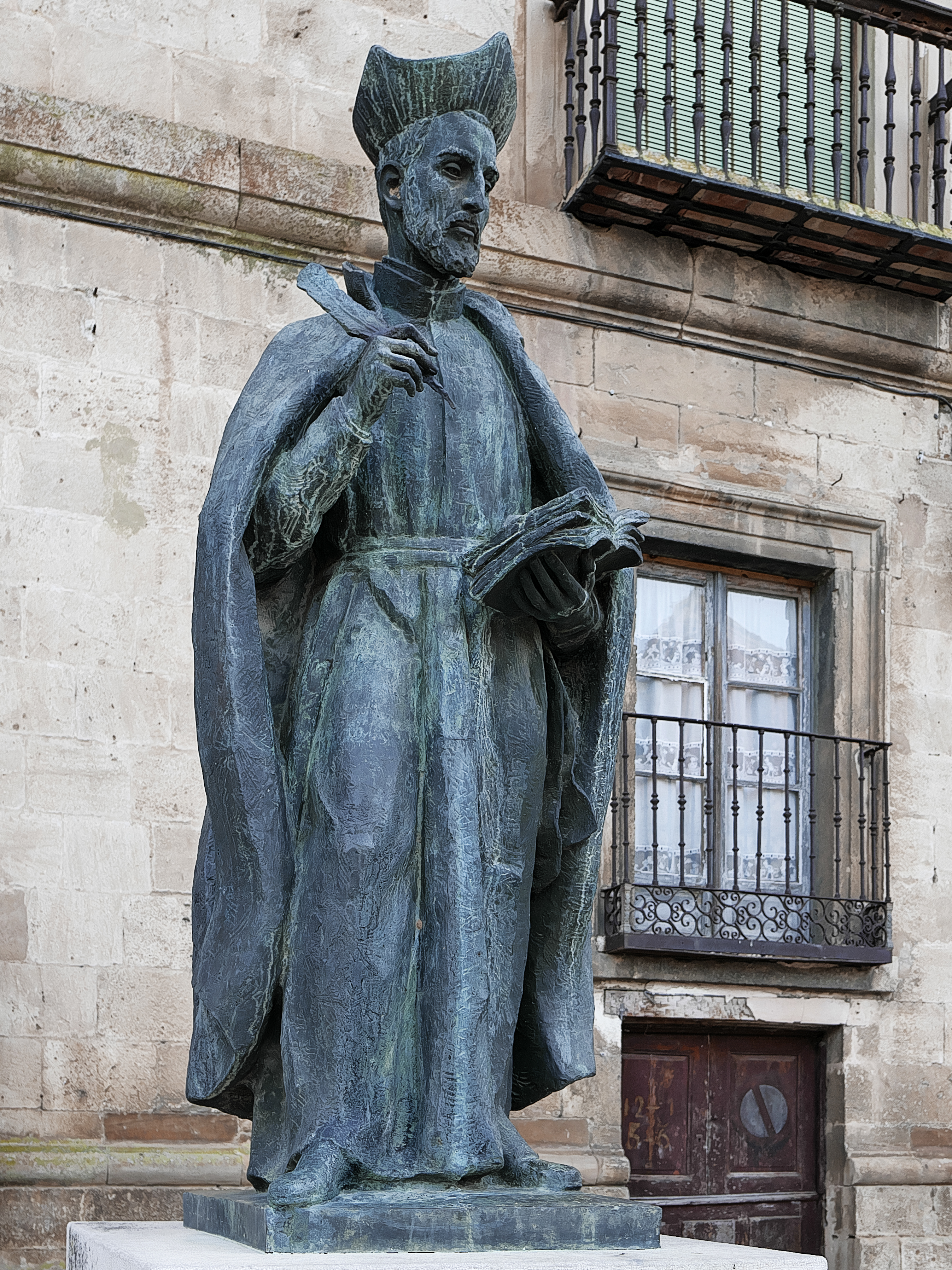
Monumento a Diego Laínez, en Almazán.

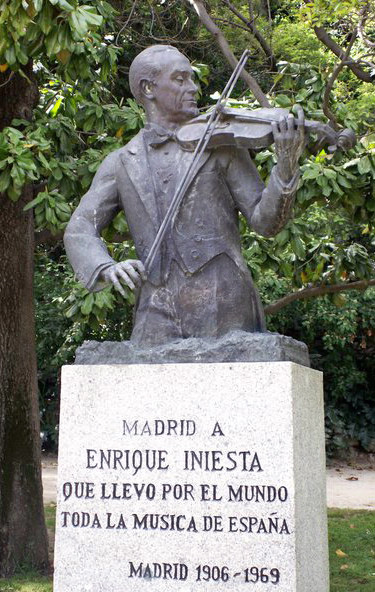
Monumento al músico Enrique Iniesta en Madrid

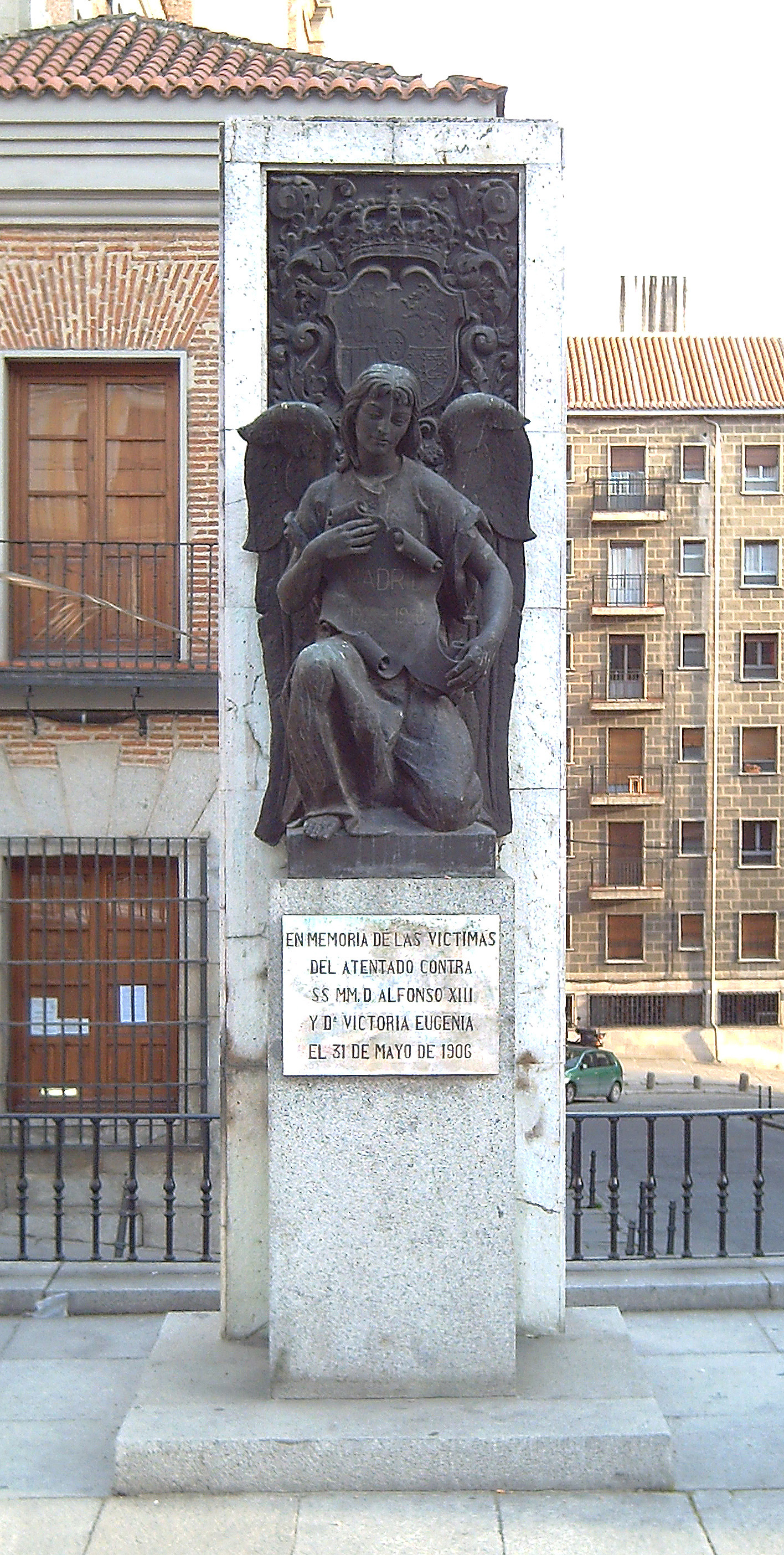
Monumento a las víctimas del atentado contra los reyes Alfonso XIII y Victoria Eugenia

- Jinete andaluz del Monumento a los Hermanos Álvarez Quintero. Parque del Retiro, Madrid, 1934.
- Grupos escultóricos del Monumento a Cervantes. plaza de España, Madrid, 1965.
- Monumento a Felipe II. Plaza de la Almudena, Madrid.
- Monumento en recuerdo de las víctimas del atentado a SS.MM. los Reyes Alfonso XIII y Victoria Eugenia, Madrid, 1963.
- Figura femenina. Fuente de la Rosaleda del parque del Oeste, Madrid.
- Figura (Victoria alada) del Edificio Metrópolis, Madrid.
- Busto del músico Enrique Iniesta. Parque de la Quinta de la Fuente del Berro, Madrid.
- Monumento a Pío Baroja. Madrid.
- Monumento a Felipe II. Valladolid.
- Monumento a Joselito "El Gallo", Gelves, Sevilla[1] (no debe confundirse con el monumento funerario en el Cementerio de San Fernando de Sevilla, obra de Mariano Benlliure).
- Monumento a Fray Bartolomé de Olmedo. Olmedo, Valladolid.
- Monumento al General Cassola. Hellín, Albacete.
- Monumento al General Franco. Ferrol, La Coruña.[2]
- Ocho figuras de bronce de sorianos ilustres. Palacio de la Diputación, Soria.
- Monumento a Diego Laínez. Almazán, Soria.
- Una estatua de Carlos III de Coullaut-Valera se encuentra en calle Olvera de Los Ángeles, Estados Unidos. Fue presentada en 1976 y dedicada por los reyes Juan Carlos I y Sofía en 1987. Carlos III había ordenado la fundación de la ciudad que se convirtió en Los Ángeles.[3]
- Monumento al doctor Jaume Ferran Clua en la calle Princesa de Madrid.

### Grupos e Imágenes de Semana Santa
Su obra religiosa se concentra fundamentalmente en cinco localidades: Orihuela, Cartagena, Cuenca, Hellín (Albacete), Almería y Úbeda. Además tiene presencia en otras muchas.

#### Cuenca
- Ecce Homo de San Miguel, 1941. Impresionante talla de patetismo desbordante que refleja al señor doliente presentado al pueblo por el procurador Poncio Pilato. Desfila en la procesión de 'El Silencio' del miércoles Santo, y protagoniza una sencilla y sobria procesión en la noche previa al Viernes de Dolores. Recibe culto en la parroquia de San Pedro. Cada Viernes de Dolores preside el acto del pregón de la Semana Santa de Cuenca en la iglesia de San Miguel.
- Santísimo Cristo de la Agonía, 1946. Según el escultor su mejor obra aportada a la imaginería religiosa española. Destaca su espectacular estudio de la anatomía humana y su realismo en la expresión. Desfila el Viernes Santo en la procesión 'En El Calvario' y recibe culto en la Capilla de Caballeros de la iglesia de El Salvador.
- Nuestra Señora de la Soledad de San Agustín, 1947. Imagen principal de la hermandad homónima, desfila en la madrugada del Viernes Santo en la procesión 'Camino del Calvario' conocida como Las Turbas. Recibe culto en la parroquia de El Salvador.
- Nuestro Padre Jesús con la Caña, 1947. Imagen titular de la hermandad del mismo nombre. Sale en la procesión de Paz y Caridad del Jueves Santo y durante el año recibe culto en la iglesia de Nuestra Señora de la Luz o San Antón. El paso representa al Señor presentado al pueblo después de ser azotado. Un Ecce-Homo al que Pilatos ofrece por Barrabás a la chusma que grita que lo crucifiquen. Tallado con aspecto de gran mansedumbre, cubierto por una capa granate y con una caña entre las manos.
- Nuestro Padre Jesús Orando en el Huerto (San Antón), 1967. Conjunto escultórico de la hermandad del mismo nombre. Sale en procesión el Jueves Santo y se encuentra en la iglesia de Nuestra Señora de la Luz o San Antón.

#### Orihuela
- Nuestra Señora de los Dolores (1943). Mayordomía de Nuestra Señora de los Dolores. Conjunto de tamaño superior al natural, compuesto por la Virgen Doliente que porta a Jesucristo ya fallecido y con las heridas de la pasión. Todo el conjunto reposa sobre una cruz tallada vacía. este grupo exultórico recibe culto en la Real, Insigne y Majestuosa Iglesia parroquial de Santiago el Mayor de Orihuela y procesiona Domingo de Ramos y Viernes Santo.
- Prendimiento (1947). Excepcional paso procesional compuesto por nueve imágenes, perteneciente a la Real, Ilustre y Pontificia Hermandad de Nuestro Padre Jesús en el Paso del Prendimiento. En el conjunto es posible adivinar tres escenas distintas de un mismo pasaje bíblico, haciendo el escultor que todas ellas giren alrededor de la figura central de Cristo, que a su vez participa de todas las escenas por medio de diversos recursos. El paso fue premiado en la Exposición Nacional e Iberoamericana de arte sacro. Este paso se encuentra en la Iglesia de la Merced de Orihuela y procesiona el Lunes y Viernes Santo.
- Oración en el Huerto (1949). Paso procesional compuesto por cinco imágenes, dependiente de la Real, Ilustre y Pontificia Hermandad de Nuestro Padre Jesús en el Paso del Prendimiento. Trata el momento de la Oración de Cristo en el Huerto de Getsemaní. Consta de los tres apóstoles que aparecen durmientes, la imagen de Cristo apoyado sobre una peña y un ángel con unas excepcionales alas de gran dimensión totalmente doradas. Este paso se encuentra en la Iglesia de la Merced de Orihuela y procesiona el Lunes y Viernes Santo.
- Negación de San Pedro (1958).Excepcional paso procesional compuesto por nueve imágenes y la figura de un gallo (tallado en madera), el más grande de la obra de Coullaut-Valera perteneciente a la Real, Ilustre y Pontificia Hermandad de Nuestro Padre Jesús en el Paso del Prendimiento. Asimismo talló banco, tarima y hoguera en el mismo paso. Las imágenes son de tamaño superior al natural donde se observan influencias de Miguel Ángel. El mismo paso fue premiado en la Exposición Nacional e Iberoamericana de arte sacro.Este paso se encuentra en la Iglesia de la Merced de Orihuela y procesiona el Lunes Santo y Viernes.
- La Samaritana. Además de las obras que hizo para la Semana Santa oriolana, Federico Coullaut-Valera reformó para la Cofradía de la Samaritana su imagen titular, que había sido realizada por Antonio Greses.Este paso se encuentra en la Iglesia de la Merced de Orihuela y procesiona el Lunes Santo y Viernes.
- La Sentencia. Proyectó para la cofradía del Ecce-Homo una paso que representase el pasaje de la Sentencia. Finalmente fue realizado por Víctor de los Ríos. Este paso se encuentra en la Iglesia de la Merced y procesiona Martes y Viernes Santo.

#### Hellín
- Nuestra Señora de los Dolores (1940). También conocida por "La Dolorosa", se trata de una imagen de vestir, réplica de la imagen original realizada por Salzillo y desaparecida durante la contienda civil de 1936-39. Es una de las imágenes que mayor devoción despierta entre los hellineros y se encuentra expuesta al culto en la Parroquia de Nuestra Señora de la Asunción. Fue la primera Imagen de carácter religioso realizada por Don Federico y en el contrato se le exigía que renunciara a toda inspiración artística logrando el mayor parecido con la Dolorosa desaparecida en la Guerra Civil.
- Santa María Magdalena (1944). Imagen de vestir que destaca por su excepcional belleza. En palabras del escultor, su obra cumbre. Para realizarla se inspiró en la cara de su mujer.
- Nuestro Padre Jesús Nazareno (1945). Impresionante imagen de vestir, cuyo rostro destaca por su especial realismo. Sin duda el Cristo más original de Coullaut Valera. A diferencia de la mayoría de Nazarenos, alza su mirada al cielo. También destaca por su estatura, pues si el Cristo se encontrara erguido alcanzaría el metro noventa de estatura.
- La Oración del Huerto (1945). Monumental grupo escultórico formado por las imágenes de los apostóles Pedro, Santiago y Juan, que aparecen dormidos y las figuras de Cristo en actitud orante junto con un ángel de estilo salzillesco que lo acompaña. Espectacular es su salida por la puerta principal de Santa María de la Asunción en la Procesión de la Oración del Huerto de Miércoles Santo. Es conocido en Hellín como el Paso Gordo. Fue el primero de un tipo de grupo escultórico que repitió a lo largo de su carrera, variando escasamente la composición, que en este caso es de lo más acertado del Paso.
- El Resucitado (1949). Espectacular grupo escultórico en el que se presenta la imagen radiante de un Jesús Resucitado brotando del sepulcro mientras que dos soldados romanos caen de espanto ante el prodigio de la Resurrección. Cierra la composición una bella figura de un ángel.
- El Prendimiento (1950). Grupo escultórico en el que se presenta a Cristo en actitud de detener al apóstol Pedro, que con la espada agrede a Malco, mientras que tras la figura de Jesús vemos a un sayón predispuesto a prenderlo. Cierra el conjunto la figura retorcida de Judas Iscariote que lleva entre sus manos la bolsa con las treinta monedas de plata fruto de su traición. Se trata de un conjunto que copia el paso procesional homónimo que realizó para la ciudad de Orihuela siendo este más amplio que el de Hellín ya que cuenta con 9 imágenes. Excelente policromía, destacan las expresivas caras de Cristo y San Pedro. Desfila con la Real Cofradía del Prendimiento de Hellín, que realiza actividades cofrades a lo largo de todo el año.

Todas las imágenes y grupos escultóricos comentados están ubicados durante el año en la Iglesia Parroquial de Nuestra Señora de la Asunción, a excepción de Santa María Magdalena, que se encuentra al culto en el Santuario de la Virgen del Rosario.
También es obra de Federico Coullaut-Valera la maqueta original del grupo escultórico de la Santa Cena que actualmente se encuentra en Hellín, llevada a cabo por su taller y su hijo, que excepcionalmente elaboraron una Imagen de carácter religioso para hacer un pequeño homenaje a Don Federico.

#### Cartagena
- Grupo de la Verónica. Cofradía Marraja, 1948. Compuesto por tres figuras, las de Jesús Nazareno que sostiene la Cruz, el Cirineo que le ayuda en esta tarea y la Mujer Verónica, que sostiene en sus manos el paño en que ha quedado reflejada la imagen de Cristo. Procesiona en la Madrugada del Viernes Santo.
- Aparición de Jesús a María Magdalena. Cofradía del Resucitado, 1948. Únicamente son dos las figuras de este grupo, Jesús Resucitado y ante el mismo, arrodillada, María Magdalena. Procesiona el Domingo de Resurrección.
- Grupo de la Resurrección. Cofradía del Resucitado, 1949. Jesús asciende desde el Sepulcro ante la mirada de los soldados romanos que custodiaban éste y que se apartan sorprendidos. Procesiona el Domingo de Resurrección.
- Aparición de Jesús a los Discípulos de Emaús. Cofradía del Resucitado, 1958. El último de los grupos que Coullaut-Valera realizó para la procesión del Domingo de Resurrección de Cartagena muestra a Jesús partiendo el pan en una mesa que comparte con los dos discípulos que la narración evangélica relata que le reconocieron por ese hecho en la localidad de Emaús.
- Coronación de Espinas. Cofradía California, 1964. Grupo de composición piramidal en el que Jesús es rodeado por cuatro sayones que le coronan de espinas y se burlan de él.
- Aparición de Jesús a Santo Tomás. Cofradía del Resucitado, 1965. Jesús Resucitado se aparece a Santo Tomás, el Discípulo que había manifestado su incredulidad ante la Resurrección y le invita a introducir sus dedos en la herida de la Lanzada. Procesiona el Domingo de Resurrección.

#### Otras localidades

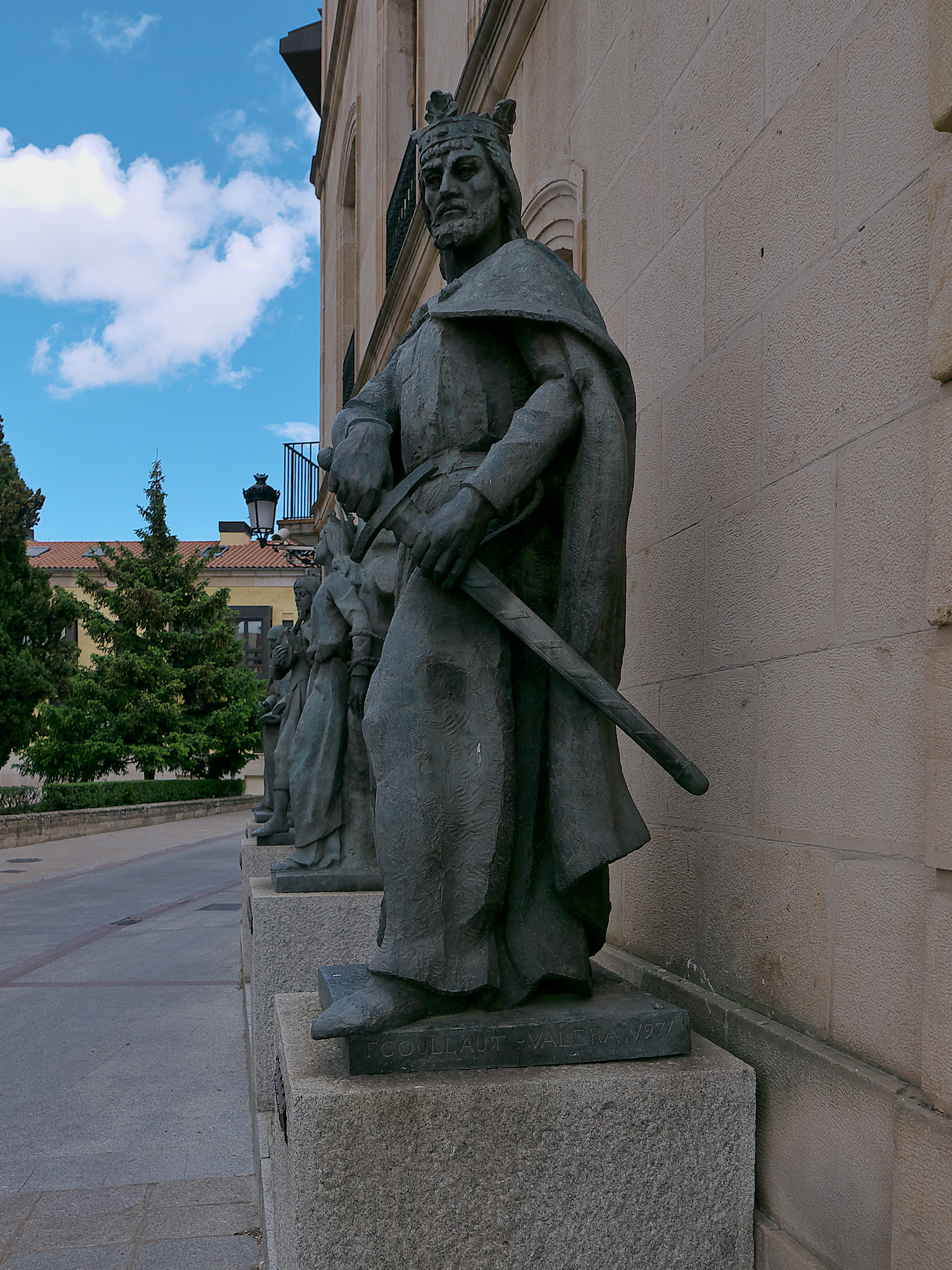
Estatua de Alfonso VIII de Castilla en Soria

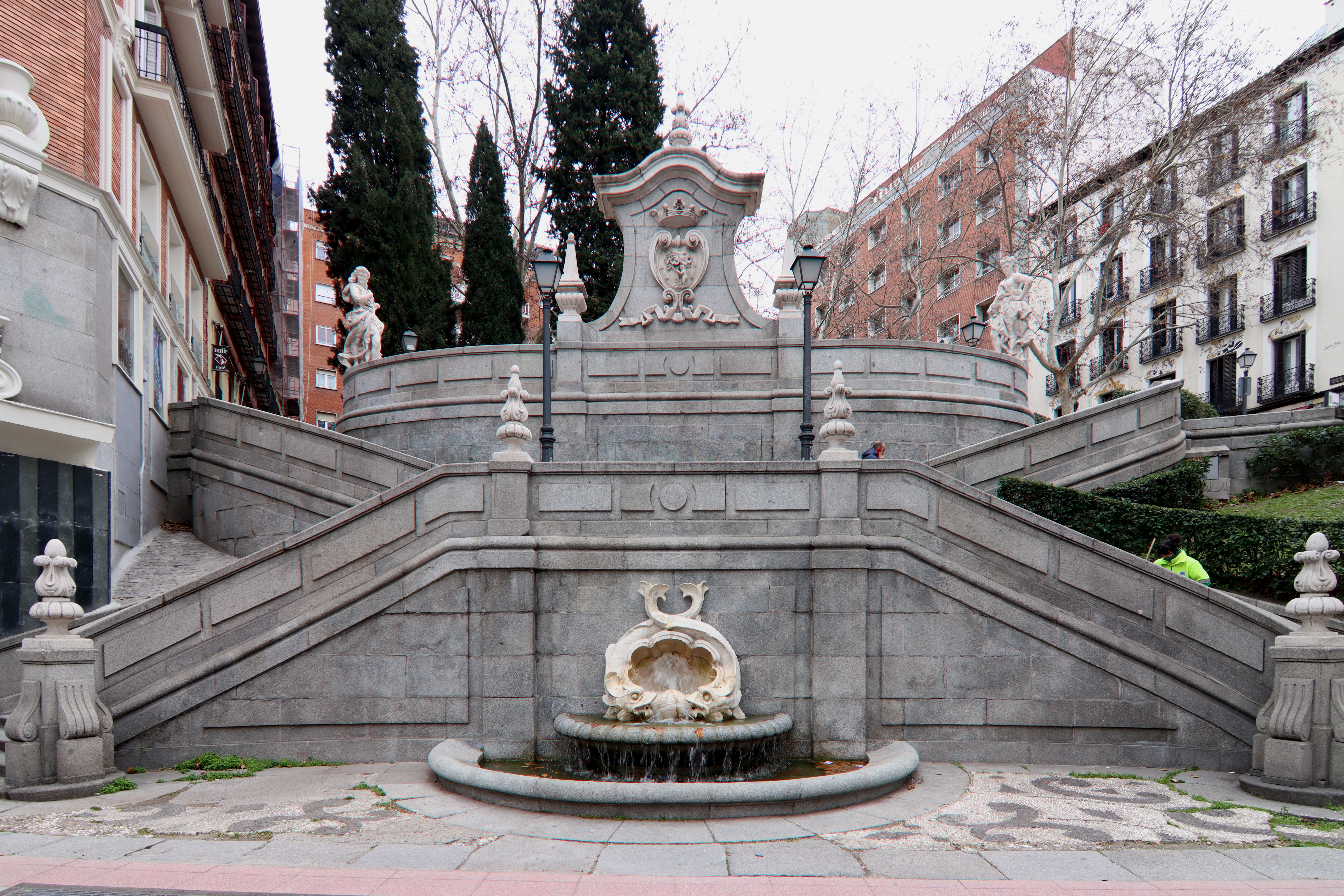
Monumento al Doctor Jaume Ferran Clua en Madrid

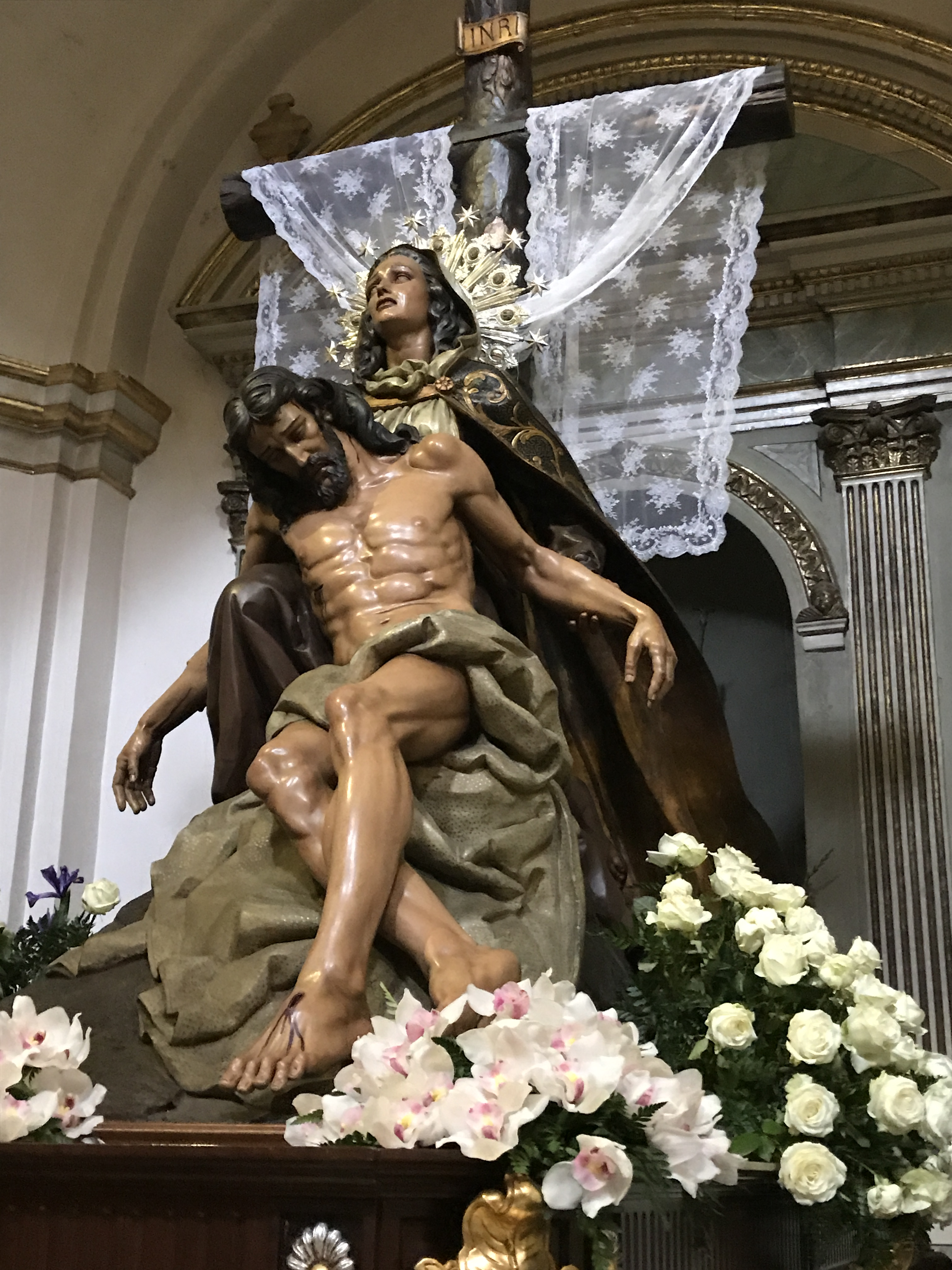
Paso de la Virgen de los Dolores en Orihuela

En Almería esculpió la imagen de Jesús Resucitado, titular de la Agrupación de Hermandades y Cofradías de Almería. Data de 1960 y procesionaba cada Domingo de Resurrección hasta 2019, encontrándose actualmente expuesta al culto en la Catedral de Almería. También realizó en Almería las imágenes de Jesús atado a la columna siendo azotado por un sayón romano, un nazareno bajo la advocación del Cristo del Camino junto a Simón de Cirene que le ayuda a portar la cruz y un Jesús de la Oración en el huerto junto al ángel confortador, pertenecientes todas ellas a la Hermandad del Silencio, que si bien no procesionan desde 1999, pueden encontrarse en las capillas de la Iglesia de San Agustín (a excepción del sayón y Simón de Cirene que permanecen en dependencias de la Hermandad).
En Úbeda (Jaén) realizó dos obras: el grupo escultóricos de la Oración en el Huerto (1946) y la imagen de Nuestra Señora de la Esperanza (1955).
En Madrid, esculpió imagen del rey San Fernando, propiedad de la Real Hermandad de San Fernando, que se venera en la Capilla de la Reina Mercedes de la Cripta de la Catedral de la Almudena. Fue tallada, estofada y policromada en el año 1951 a partir de un diseño del presidente de la citada Real Hermandad, el coronel de Ingenieros don Fernando Puell Sancho. La indumentaria y elementos de la imagen (trono, almohadón, espada, cruz y aureola) son una fidedigna reproducción de los atributos y vestimenta de la realeza utilizados en las grandes ceremonias de la Corte castellana en el siglo XIII, tal como se pueden ver en las miniaturas del libro de las Cantigas de Alfonso X el Sabio.
En Loeches (Madrid) tiene la imagen de vestir de la Virgen de las Angustias, realizada en el año 1940 tras ser destruida la anterior en la contienda del 36. La mano izquierda de la anterior imagen, salvada de la quema, fue aprovechada por el autor. Es una imagen de una belleza extraordinaria en la que destaca el Cristo muerto en brazos de su madre, siendo este una talla de un realismo impresionante al que acompaña la expresión de la Virgen con todo su dolor lleno de paz.
En Alcázar de San Juan (Ciudad Real), realizó en 1940 la imagen de su patrona Nuestra Señora del Rosario Coronada, tras haber sido destruida la anterior
Para la Quinta Parroquia de Bilbao realizó en 1947 una reproducción del Cristo de Medinaceli titular de la cofradía de Nuestro Padre Jesús Nazareno y que procesiona cada Lunes Santo por el Barrio de San Francisco entre saetas y aclamaciones , siendo una de las Procesiones más famosas de dicha villa.
En Riudoms, es obra suya la imagen de la Soledad que se encuentra en la capilla de la Virgen María. La imagen fue una donación del empresario Lluís Massó Simó y sale en la procesión del Santo Entierro del Viernes Santo.